# Carbisdale Castle

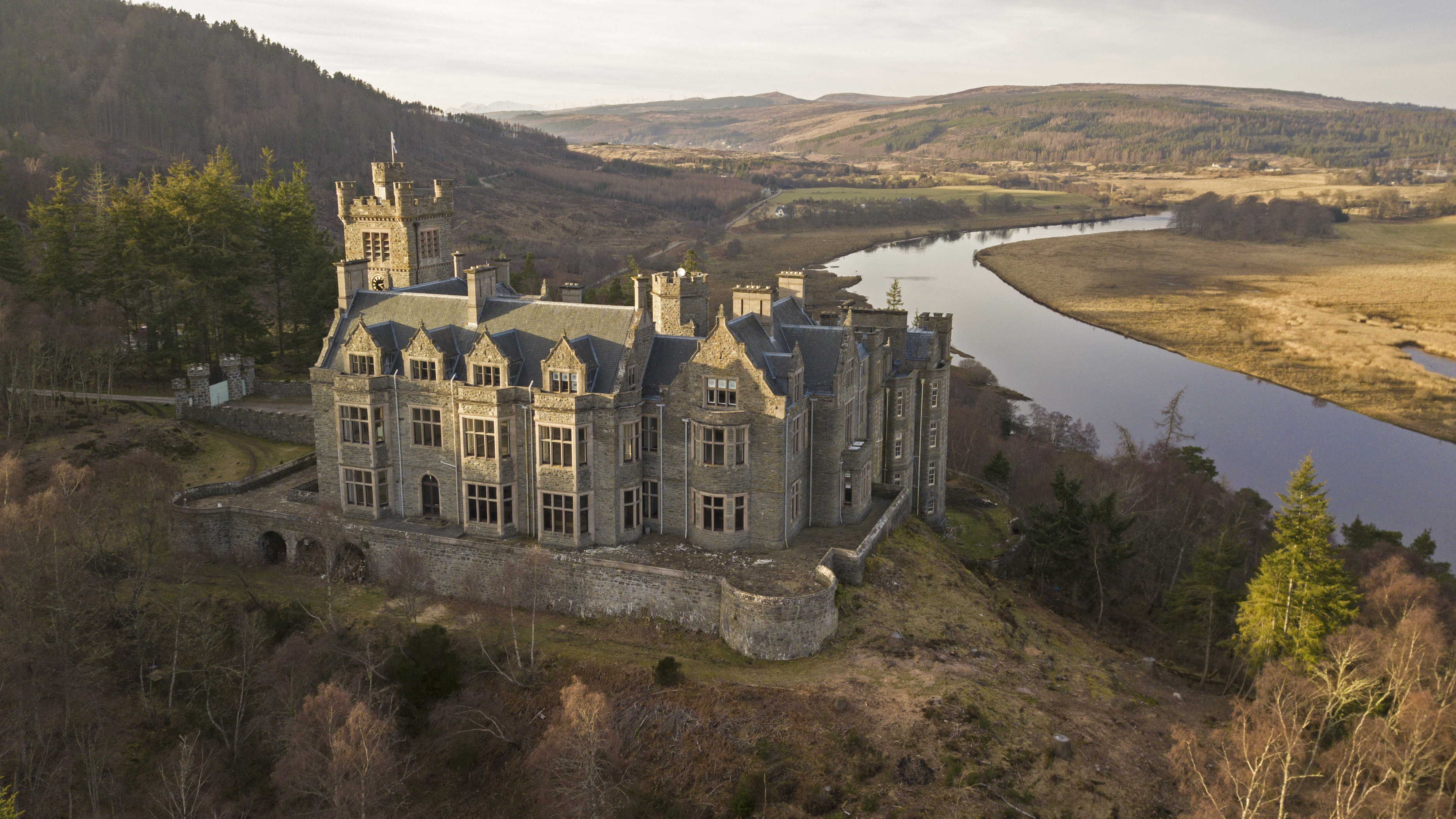
Carbisdale Castle 2018

Carbisdale Castle ist ein Schloss im schottischen County Ross-shire nahe der Grenze zu Sutherland zwischen Loch Shin und dem Dornoch Firth, gegenüber von Bonar Bridge. Es wurde bis Februar 2011 als Jugendherberge genutzt.

## Geschichte

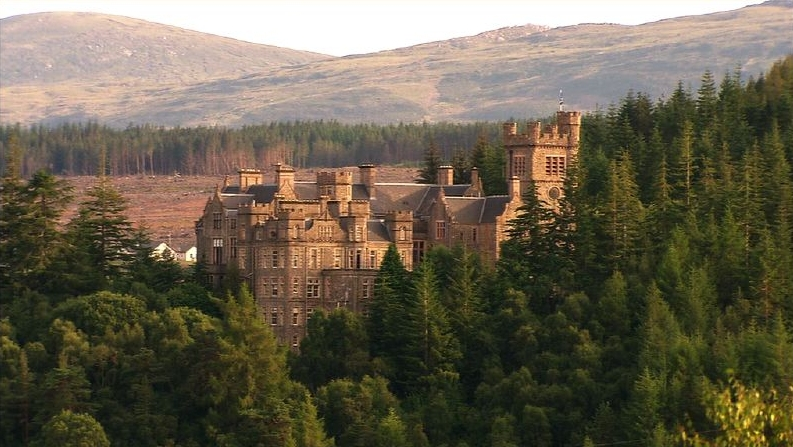
Carbisdale Castle, 2006

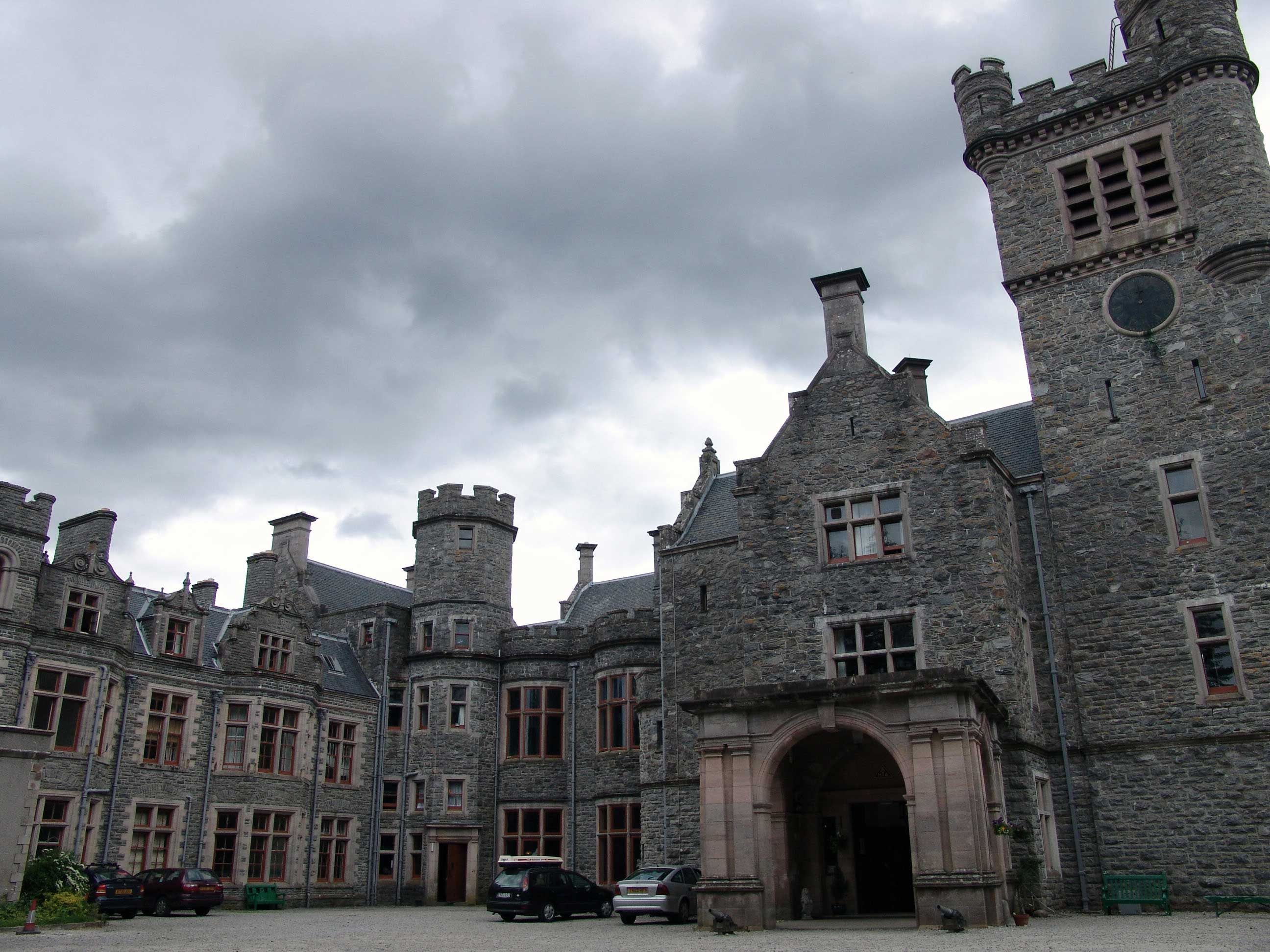
Carbisdale Castle, 2005

Mary Caroline Mitchell, die Witwe des Hauptmanns Arthur Kindersely Blair, heiratete im Jahre 1889 George Sutherland-Leveson-Gower, den 3. Duke und 18. Earl von Sutherland, und wurde dadurch selbst zur Herzogin (aufgrund des Namens ihres ersten Mannes wurde sie auch als Duchess Blair bekannt). Die Hochzeit wurde von der Familie der Sutherlands nicht gerne gesehen. Nach dem Tod des Herzogs im Jahre 1892 kam es zu einem Prozess um das Erbe. Die Witwe, laut Testament praktisch Alleinerbin, wurde wegen der Vernichtung von Dokumenten in London sechs Wochen inhaftiert.
Schließlich einigten sich die Parteien. Die Familie der Sutherlands verpflichtete sich unter anderem, der Witwe den Bau eines Schlosses zu bezahlen, unter der Bedingung, dass dieses außerhalb von Sutherland errichtet würde. Als Standort wählte die Herzogin einen Hügel knapp jenseits der Grenze in Ross-shire, die Carbisdale Heights, etwas nördlich von Culrain. An diesem Standort konnte das Schloss von weiten Teilen der Grafschaft Sutherland aus gesehen werden, und insbesondere auch von den Verkehrswegen aus, die die Familie der Sutherlands auf ihrem Weg in den Süden benutzen musste. Baubeginn war 1906; im Jahre 1917 wurde Carbisdale Castle fertiggestellt.
Nach der erneuten Heirat der Herzogin im Jahre 1933 kaufte Oberst Theodore Salvesen, ein reicher schottischer Geschäftsmann norwegischer Abstammung, das Schloss. Als Norwegen im Zweiten Weltkrieg von deutschen Truppen besetzt wurde, ging das norwegische Königshaus ins Exil. Salvesen stellte Carbisdale Castle König Haakon VII. und Kronprinz Olav zur Verfügung.
Auf der Carbisdale-Konferenz wurde am 22. Juni 1941 vereinbart, dass sowjetische Truppen, sollten sie norwegisches Gebiet besetzen, dieses nach dem Krieg wieder räumen sollten. Am 25. Oktober 1944 drang die Rote Armee tatsächlich in Norwegen ein und eroberte insgesamt 30 Städte, zog sich aber nach Kriegsende vereinbarungsgemäß wieder zurück.
Nach Salvesens Tod erbte sein Sohn, Hauptmann Harold Salvesen, das Schloss und schenkte es der Scottish Youth Hostels Association. Die Jugendherberge wurde am 2. Juni 1945 eröffnet und bot Platz für etwa 189 Gäste. Im Februar 2011 wurde sie wegen Reparaturarbeiten geschlossen. Anfang der 1990er-Jahre wurden in der damaligen Jugendherberge etliche Szenen für den Film Charlie & Louise – Das doppelte Lottchen gedreht.
Ende 2014 verkaufte die SYHA das Schloss; der Name des neuen Eigentümers wurde nicht veröffentlicht.
Ein großer Teil der Kunstausstattung, darunter 17 Marmorskulpturen und 36 italienische und schottische Gemälde aus dem 19. Jahrhundert, sollten am 20. Mai 2015 in London versteigert werden. Experten von Sotheby’s schätzten deren Wert auf zusammen etwa 500.000 £. Der Erlös belief sich letztendlich auf mehr als eine Million Pfund.

## Ausstattung

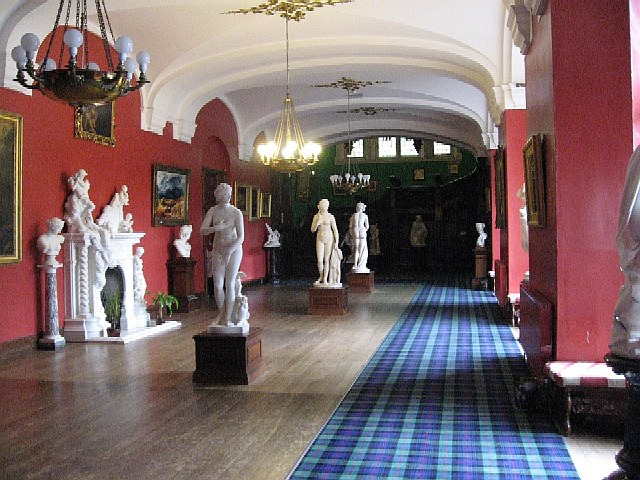
Carbisdale Castle Halle, 2006

- Das Schloss besitzt 365 Fenster – eines für jeden Tag im Jahr.
- An drei Seiten des Schlossturms ist je eine Uhr angebracht, nur nicht auf der Seite, die Richtung Sutherland zeigt.
- In der unteren Galerie standen bis zum Verkauf durch die SYHA 19 überwiegend italienische Marmorstatuen aus der Zeit um 1857.
- Das Schloss verfügte darüber hinaus über eine reichhaltige Kunstsammlung; einige Stücke stammten aus dem Jahre 1680.
- Unterhalb des großen Treppenhauses befindet sich eine Geheimtür, die durch das Drehen einer der Statuen geöffnet werden konnte; der Mechanismus ist allerdings nicht mehr in Betrieb.
- In Carbisdale Castle sollen mehrere Gespenster ihr Unwesen treiben, darunter eine  Weiße Frau, gefallene Soldaten aus der Schlacht von Carbisdale (6. April 1650), und vor dem Bau des Schlosses wurde die Musik eines Pipers (Dudelsackspielers) aus dem Fels gehört.